# Bulbul gorjablanc
El bulbul gorjablanc (Phyllastrephus albigularis) és una espècie d'ocell de la família dels picnonòtids (Pycnonotidae). Es troba a Benín, Camerun, República Centreafricana, Congo, República Democràtica del Congo, Costa d'Ivori, Guinea Equatorial, el Gabon, Ghana, Guinea, Libèria Nigèria, Senegal, Sierra Leone, Sudan del Sud, Sudan, Togo i Uganda. Els seus hàbitats principals són els boscos tropicals i subtropicals de frondoses secs, els boscos tropicals i subtropicals de frondoses humits de les terres baixes i de l'estatge montà. El seu estat de conservació es considera de risc mínim.

## Taxonomia
Segons la llista mundial d'ocells del Congrés Ornitològic Internacional (versió 13.2, juliol 2023) el bulbul gorjablanc presenta dues subespècies: (P.a. albigularis i viridiceps). Tanmateix, per al Handook of the Birds of the World i la quarta versió de la BirdLife International Checklist of the birds of the world (Desembre 2019), la subespècie viridiceps, d'Angola, es considera una espècie separada:
- bulbul d'Angola (Phyllastrephus viridiceps).